# Tudia
Tudia (cca. 2150 î.Hr.) -conform cronicii asiriene- este primul rege asirian care locuia în corturi. Este un personaj legendar, nerecunoscut de istorici. Potrivit cronicii, a fost urmat de regele Adamu.